# UFC 184
UFC 184: Rousey vs. Zingano fue un evento de artes marciales mixtas celebrado por Ultimate Fighting Championship el 28 de febrero de 2015 en el Staples Center en Los Ángeles, California.

## Historia
Se esperaba que el evento original estuviera encabezado por un combate por el título de peso medio entre el actual campeón Chris Weidman y Vitor Belfort. Sin embargo, el 30 de enero, se anunció que Weidman se había vuelto a lesionar durante su entrenamiento. A consecuencia de ello, el combate estelar contó con un combate por el campeonato femenino de peso gallo entre la actual campeona Ronda Rousey y Cat Zingano.
Neil Magny estuvo brevemente vinculado con Josh Koscheck en el evento. Sin embargo, Magny fue retirado del combate a favor de un combate con Kiichi Kunimoto en UFC Fight Night 60. Finalmente, Koscheck se enfrentó a Jake Ellenberger.
El combate entre Frank Mir y Antônio Silva, inicialmente previsto para la tarjeta principal del evento, se adelantó una semana y sirvió como combate estelar para UFC Fight Night 61.
Ronaldo Souza y Yoel Romero se esperaban enfrentar en este evento. Sin embargo, el 15 de enero, Souza se vio obligado a retirarse de la pelea por una neumonía. A consecuencia de este infortunio, el combate ha sido aplazado y se espera que tenga lugar para UFC on Fox 15.

## Resultados
1. ↑  Por el Campeonato de Peso Gallo de Mujeres de UFC.

## Premios extra
Cada peleador recibió un bono de $50,000.
- Pelea de la Noche: No hubo premiados
- Actuación de la Noche: Ronda Rousey, Jake Ellenberger, Tony Ferguson y Tim Means